# Absalom Tatom
Absalom Tatom (* 1742 in Province of North Carolina; † 20. Dezember 1802 in Raleigh, North Carolina) war ein US-amerikanischer Politiker. Zwischen 1795 und 1796 vertrat er den Bundesstaat North Carolina im US-Repräsentantenhaus.

## Werdegang
Sowohl das genaue Geburtsdatum als auch der Geburtsort von Absalom Tatom sind unbekannt. Er wuchs während der britischen Kolonialzeit auf und wurde 1763 Feldwebel in der Miliz der Stadt Greenville. In den 1770er Jahren schloss er sich der amerikanischen Revolution an und wurde bis Juni 1776 Hauptmann in der Kontinentalarmee. Danach verließ er diese Armee und diente in verschiedenen Positionen in der Miliz von North Carolina. 1779 wurde er Gerichtsdiener am Randolph County Court. Im Jahr 1781 fungierte er als Revisor im Bezirk um Hillsborough. 1782 war Tatom einer von drei Bundesbeauftragten zur Landvergabe an ehemalige Soldaten der Kontinentalarmee im Gebiet des späteren Staates Tennessee. Außerdem war er Privatsekretär von Gouverneur Thomas Burke sowie Staatsbeauftragter für den Tabakanbau in North Carolina. 
Im Jahr 1785 wurde Tatom Leiter der Landvermessungsbehörde in North Carolina. 1788 war er Delegierter auf einer Versammlung zur Überarbeitung der Staatsverfassung. Absalom Tatom schloss sich der Bewegung um den späteren Präsidenten Thomas Jefferson an und wurde in den 1790er Jahren Mitglied der von diesem gegründeten Demokratisch-Republikanischen Partei. Bei den Kongresswahlen des Jahres 1794 wurde er im vierten Wahlbezirk von North Carolina in das US-Repräsentantenhaus gewählt, wo er am 4. März 1795 die Nachfolge von Alexander Mebane antrat. Er übte sein Mandat im Kongress bis zu seinem Rücktritt am 1. Juni 1796 aus.
Seit 1797 bis zu seinem Tod im Jahr 1802 war Tatom Abgeordneter im Repräsentantenhaus von North Carolina. Er galt als Unterstützer der University of North Carolina und war ein Gegner der Todesstrafe (außer für Morde). Darüber hinaus schlug er den Bau eines Staatsgefängnisses vor. Absalom Tatom war, obwohl selbst Sklavenbesitzer, ein früher Gegner der Sklaverei, der in seinem Testament seinen Sklaven die Freiheit schenkte. Er starb am 20. Dezember 1802 in Raleigh.